# Black Moon (film)
Black Moon je francouzsko-německý fantasy film z roku 1975, který režíroval Louis Malle. Snímek měl světovou premiéru 24. září 1975.

## Děj
Z neznámého důvodu probíhá krvavá občanská válka mezi muži a ženami. Mladá dívka se snaží uniknout konfliktu. Útočiště najde náhodně při svých toulkách na skrytém místě, kde žijí mimo svět jednorožec i podivné postavy.

## Obsazení
| Cathryn Harrison  | Lily       |
| Therese Giehse    | stará žena |
| Joe Dallesandro   | bratr      |
| Alexandra Stewart | sestra     |

## Ocenění
- César: nejlepší zvuk (Nara Kollery a Luc Perini), nejlepší kamera (Sven Nykvist)